# 깊은숲속 옹달샘
"깊은숲속 옹달샘"은 1985년에 개봉한 대한민국의 영화이다.

## 캐스팅
- 김동현
- 한인수
- 오수비
- 이수진
- 이진선
- 허란
- 최경희
- 나갑성
- 안진수
- 이석구
- 이숙희
- 박예라